# Morti nel 2001/Dicembre
| Questa pagina contiene informazioni ricavate automaticamente dalle voci biografiche con l'ausilio del template Bio e di un bot. L'aggiornamento è periodico e automatico e ricostruisce completamente la pagina. Se manca una persona in questa lista, sei pregato di non aggiungerla, ma accertati piuttosto che la sua voce biografica contenga il template Bio e che i dati anagrafici siano correttamente compilati. Se il template Bio manca, inseriscilo tu stesso o, in alternativa, metti l'avviso {{tmp\|Bio}} che ne segnala la mancanza. Se i dati riportati sono sbagliati, correggi direttamente la voce biografica; le modifiche saranno visibili in questa lista entro pochi giorni. Per chiarimenti vedi il progetto biografie. La lista contiene solo le 137 persone che sono citate nell'enciclopedia e per le quali è stato implementato correttamente il template Bio. Pagina aggiornata al 26 feb 2025. |

- 1º dicembre - Jean-Pierre Chabrol, scrittore francese (n. 1925)
- 1º dicembre - Svein Dahl Andersen, calciatore norvegese (n. 1946)
- 1º dicembre - Giuseppe Jacopini, matematico italiano (n. 1936)
- 1º dicembre - Pavel Sadyrin, allenatore di calcio e calciatore sovietico (n. 1942)
- 2 dicembre - John W. Collins, scacchista statunitense (n. 1912)
- 2 dicembre - Danilo Donati, scenografo, costumista e scrittore italiano (n. 1926)
- 2 dicembre - Bruce Halford, pilota di Formula 1 britannico (n. 1931)
- 2 dicembre - Martha Kneale, filosofa britannica (n. 1909)
- 2 dicembre - Raisa Mament'eva, cestista sovietica (n. 1927)
- 2 dicembre - Alessandro Manuelli, vigile del fuoco italiano (n. 1964)
- 2 dicembre - Dženana Neimarlija, cestista bosniaca (n. 1972)
- 2 dicembre - William Woodburn, calciatore scozzese (n. 1919)
- 3 dicembre - Flavio Cecconi, calciatore italiano (n. 1923)
- 3 dicembre - Gerhart M. Riegner, attivista tedesco (n. 1911)
- 3 dicembre - Ivan Šojat, calciatore jugoslavo (n. 1900)
- 4 dicembre - Silvio Clementelli, produttore cinematografico italiano (n. 1926)
- 4 dicembre - Maria Francesca di Savoia, principessa italiana (n. 1914)
- 4 dicembre - Johnny Townsend, cestista statunitense (n. 1916)
- 5 dicembre - Peter Blake, velista neozelandese (n. 1948)
- 5 dicembre - Franco Rasetti, fisico, paleontologo e botanico italiano (n. 1901)
- 5 dicembre - Bill Roberts, velocista britannico (n. 1912)
- 5 dicembre - Deo Rossi, politico italiano (n. 1920)
- 5 dicembre - Tomás Vío, cestista argentino (n. 1921)
- 5 dicembre - Dante Voglino, calciatore italiano (n. 1925)
- 6 dicembre - Otello Fabri, pittore e incisore italiano (n. 1919)
- 6 dicembre - Hans Münch, medico tedesco (n. 1911)
- 7 dicembre - Vincenzo Corghi, politico italiano (n. 1927)
- 7 dicembre - Peter Elias, informatico statunitense (n. 1933)
- 8 dicembre - Mirza Delibašić, cestista jugoslavo (n. 1954)
- 8 dicembre - Maurice Gross, linguista francese (n. 1934)
- 8 dicembre - Betty Holberton, programmatrice statunitense (n. 1917)
- 9 dicembre - Armando Grottini, regista italiano (n. 1909)
- 9 dicembre - Antonio Mauro, arcivescovo cattolico italiano (n. 1914)
- 9 dicembre - George Young, allenatore di football americano e dirigente sportivo statunitense (n. 1930)
- 10 dicembre - Ashok Kumar, attore indiano (n. 1911)
- 10 dicembre - Gus Doerner, allenatore di pallacanestro e cestista statunitense (n. 1922)
- 11 dicembre - Ramchandra Narayan Dandekar, indologo indiano (n. 1909)
- 11 dicembre - Italo Falcomatà, politico e storico italiano (n. 1943)
- 11 dicembre - Clark Mills, progettista statunitense (n. 1915)
- 11 dicembre - Silvano Ridi, politico italiano (n. 1927)
- 11 dicembre - John Wilkinson Taylor, educatore statunitense (n. 1906)
- 12 dicembre - Josef Bican, calciatore e allenatore di calcio austriaco (n. 1913)
- 12 dicembre - Ardito Desio, esploratore e geologo italiano (n. 1897)
- 12 dicembre - Giuseppe Prisco, avvocato e dirigente sportivo italiano (n. 1921)
- 12 dicembre - Jean Richard, attore francese (n. 1921)
- 12 dicembre - Roger Scotti, calciatore francese (n. 1925)
- 13 dicembre - Larry Costello, cestista e allenatore di pallacanestro statunitense (n. 1931)
- 13 dicembre - Claude Fior, progettista francese (n. 1955)
- 13 dicembre - Armando Gobetto, anatomista e veterinario italiano (n. 1922)
- 13 dicembre - György Kőszegi, sollevatore ungherese (n. 1950)
- 13 dicembre - Beatrice Macola, attrice italiana (n. 1965)
- 13 dicembre - Ercoliano Monesi, politico italiano (n. 1934)
- 13 dicembre - Vidadi Nərimanbəyov, pittore azero (n. 1926)
- 13 dicembre - Chuck Schuldiner, chitarrista, cantante e compositore statunitense (n. 1967)
- 14 dicembre - Costante Bernardini, calciatore e cestista italiano (n. 1924)
- 14 dicembre - Conte Candoli, trombettista statunitense (n. 1927)
- 14 dicembre - Alfred Byrd Graf, botanico e scrittore tedesco (n. 1901)
- 14 dicembre - John Guedel, conduttore radiofonico e produttore televisivo statunitense (n. 1913)
- 14 dicembre - Winfried Sebald, scrittore tedesco (n. 1944)
- 15 dicembre - José O'Callaghan, gesuita, archeologo e papirologo spagnolo (n. 1922)
- 15 dicembre - Rufus Thomas, cantante e disc jockey statunitense (n. 1917)
- 16 dicembre - Stuart Adamson, cantautore e chitarrista britannico (n. 1958)
- 16 dicembre - Roy Brocksmith, attore statunitense (n. 1945)
- 16 dicembre - Vilmoş Gheorghe, biatleta rumeno (n. 1941)
- 16 dicembre - Stefan Heym, scrittore tedesco (n. 1913)
- 16 dicembre - Paolo Perini, calciatore italiano (n. 1913)
- 16 dicembre - Teresa Rampazzi, compositrice e pianista italiana (n. 1914)
- 16 dicembre - Aleksandr Miseevič Volodin, sceneggiatore e regista sovietico (n. 1919)
- 17 dicembre - Vittoria Avanzini, ginnasta italiana (n. 1915)
- 17 dicembre - Luigi Bertoldi, politico italiano (n. 1920)
- 17 dicembre - Nelson Chelle, cestista uruguaiano (n. 1931)
- 17 dicembre - Frédéric de Pasquale, attore francese (n. 1931)
- 17 dicembre - Enrico Marciani, attore italiano (n. 1908)
- 17 dicembre - Martha Mödl, soprano e mezzosoprano tedesco (n. 1912)
- 18 dicembre - Gilbert Bécaud, cantante, pianista e compositore francese (n. 1927)
- 18 dicembre - Alan Crosland Jr., regista e montatore statunitense (n. 1918)
- 18 dicembre - Kira Ivanova, pattinatrice artistica su ghiaccio sovietica (n. 1963)
- 19 dicembre - Paolo Bufalini, politico e partigiano italiano (n. 1915)
- 19 dicembre - Miriam Polster, psicologa statunitense (n. 1924)
- 20 dicembre - Léopold Sédar Senghor, politico e poeta senegalese (n. 1906)
- 21 dicembre - Alice Ceresa, scrittrice svizzera (n. 1923)
- 21 dicembre - Salvatore Guglielmino, storico della letteratura, critico letterario e docente italiano (n. 1926)
- 21 dicembre - Heinz Macher, militare tedesco (n. 1919)
- 21 dicembre - Malek Ouary, scrittore e giornalista algerino (n. 1916)
- 21 dicembre - Raffaele Sciorilli Borrelli, politico italiano (n. 1916)
- 21 dicembre - Thomas Albert Sebeok, semiologo ungherese (n. 1920)
- 22 dicembre - Grzegorz Ciechowski, cantante, compositore e poeta polacco (n. 1957)
- 22 dicembre - Lance Fuller, attore statunitense (n. 1928)
- 22 dicembre - Jovan Gojković, calciatore serbo (n. 1975)
- 22 dicembre - Shidzue Katō, politica giapponese (n. 1897)
- 22 dicembre - Jan Kott, saggista e critico teatrale polacco (n. 1914)
- 22 dicembre - Jacques Mayol, apneista francese (n. 1927)
- 22 dicembre - Luciano Parinetto, filosofo italiano (n. 1934)
- 23 dicembre - Stefano Cavaliere, politico italiano (n. 1920)
- 23 dicembre - Diana Grange Fiori, scrittrice e traduttrice italiana (n. 1918)
- 23 dicembre - Vicente Gómez, chitarrista e compositore spagnolo (n. 1911)
- 23 dicembre - Giovanni Marini, anarchico e poeta italiano (n. 1942)
- 23 dicembre - Glauco Rossi, pittore italiano (n. 1909)
- 23 dicembre - Fritz Wolf, grafico tedesco (n. 1918)
- 23 dicembre - Jelle Zijlstra, politico olandese (n. 1918)
- 24 dicembre - René Alpsteg, calciatore francese (n. 1920)
- 24 dicembre - Horst Fantazzini, criminale e scrittore italiano (n. 1939)
- 24 dicembre - Robert Leckie, militare, giornalista e scrittore statunitense (n. 1920)
- 24 dicembre - Harvey Martin, giocatore di football americano statunitense (n. 1950)
- 24 dicembre - Hank Soar, giocatore di football americano, allenatore di pallacanestro e arbitro di baseball statunitense (n. 1914)
- 25 dicembre - Bryan Drake, baritono neozelandese (n. 1925)
- 25 dicembre - Alfred Tomatis, medico francese (n. 1920)
- 26 dicembre - Edward Downes, musicologo statunitense (n. 1911)
- 26 dicembre - Nigel Hawthorne, attore e produttore cinematografico britannico (n. 1929)
- 26 dicembre - Paul Landres, regista e montatore statunitense (n. 1912)
- 26 dicembre - Angelo Pannacciò, regista, sceneggiatore e produttore cinematografico italiano (n. 1923)
- 27 dicembre - Qari Ahmadullah, politico afghano (n. 1975)
- 27 dicembre - Francesco Barone, filosofo italiano (n. 1923)
- 27 dicembre - Robert Fowler, pistard sudafricano (n. 1931)
- 27 dicembre - Ian Hamilton, poeta e critico letterario britannico (n. 1938)
- 27 dicembre - Willi Huttig, fotografo e alpinista tedesco (n. 1909)
- 27 dicembre - Bruno Maier, critico letterario italiano (n. 1922)
- 27 dicembre - Zoltan Norman, pallanuotista rumeno (n. 1919)
- 27 dicembre - Renato Rutigliano, artista e attore italiano (n. 1943)
- 28 dicembre - Giancarlo Brighenti, enigmista italiano (n. 1924)
- 28 dicembre - Mario Lattes, pittore, scrittore e editore italiano (n. 1923)
- 29 dicembre - Cássia Eller, cantante e musicista brasiliana (n. 1962)
- 29 dicembre - Florian Fricke, musicista tedesco (n. 1944)
- 29 dicembre - György Kepes, designer ungherese (n. 1906)
- 29 dicembre - Rubes Triva, politico italiano (n. 1921)
- 30 dicembre - Dono, attore, comico e insegnante indonesiano (n. 1951)
- 30 dicembre - Michelangelo Franconieri, mafioso italiano (n. 1929)
- 30 dicembre - Giuseppe Moccia, imprenditore e dirigente sportivo italiano (n. 1921)
- 30 dicembre - Ray Patterson, animatore e regista statunitense (n. 1911)
- 30 dicembre - Sheila Sherlock, medico inglese (n. 1918)
- 30 dicembre - Thomas James Wallace, micologo britannico
- 30 dicembre - Vladislav Čáp, pattinatore artistico su ghiaccio cecoslovacco (n. 1926)
- 31 dicembre - Alec Fila, trombettista statunitense (n. 1921)
- 31 dicembre - Eileen Heckart, attrice statunitense (n. 1919)
- 31 dicembre - Paul Hubschmid, attore svizzero (n. 1917)
- 31 dicembre - Antonio Sabatelli, pittore, ceramista e scultore italiano (n. 1922)
- 31 dicembre - David Swift, sceneggiatore, regista e produttore cinematografico statunitense (n. 1919)